# تپه گمبه‌سره
تپه گمبه‌سره مربوط به هزاره ۱- دوران‌های تاریخی پس از اسلام است و در شهرستان سیمرغ، روستای کارتیج‌کلا واقع شده و این اثر در تاریخ ۱ مهر ۱۳۸۲ با شمارهٔ ثبت ۱۰۲۷۱ به‌عنوان یکی از آثار ملی ایران به ثبت رسیده است.